# Galargues
Galargues és un municipi occità del Llenguadoc situat a la regió d'Occitània, al departament de l'Erau.